# 中华人民共和国国务院 (第五届全国人大期间)
中华人民共和国国务院（第五届）指与中华人民共和国第五届全国人民代表大会（1978年3月至1983年6月）同期的一届中央人民政府（国务院），先后由华国锋和赵紫阳担任国务院总理。